# كلايف سوليفان
كلايف سوليفان (بالإنجليزية: Clive Sullivan)‏ هو لاعب اتحاد الرغبي بريطاني، ولد في 9 أبريل 1943 في كارديف في المملكة المتحدة، وتوفي في 8 أكتوبر 1985 في كينغستون أبون هال في المملكة المتحدة بسبب سرطان الكبد.